# Félix Potin (personne)
Pour les articles homonymes, voir Félix Potin et Potin (homonymie).
Jean Louis Félix Potin, né le 9 juillet 1820 à Arpajon et mort le 19 juillet 1871 à Champigny-sur-Marne, est le fondateur de l'enseigne française de distribution du même nom. Sa conception novatrice du métier d'épicier fait son succès.

## Biographie
Félix Potin nait le 9 juillet 1820 à Arpajon dans une famille de cultivateurs. Son père Jean-Baptiste le destine au notariat mais Félix quitte Arpajon en 1836 pour devenir commis épicier à Paris, alors que le métier d'épicier ne jouit pas à l'époque d'une bonne réputation. En 1844, après huit années d'apprentissage, Félix Potin ouvre sa propre épicerie au numéro 28 de la rue Neuve-Coquenard, dans l'actuel 9e arrondissement de Paris. Il épouse, le 15 juillet 1845, Joséphine Miannay ; Bonnerot, son ancien patron, est témoin de mariage. Le couple a cinq enfants,.
Suivant l'exemple de Bonnerot (qui tenait une épicerie au 6 rue du Rocher dans l'actuel 8e arrondissement de Paris), Félix Potin applique dans son épicerie quatre principes qui seront la clé de son succès : vente à bon poids, produits de qualité, marge bénéficiaire réduite et prix affichés en magasin.

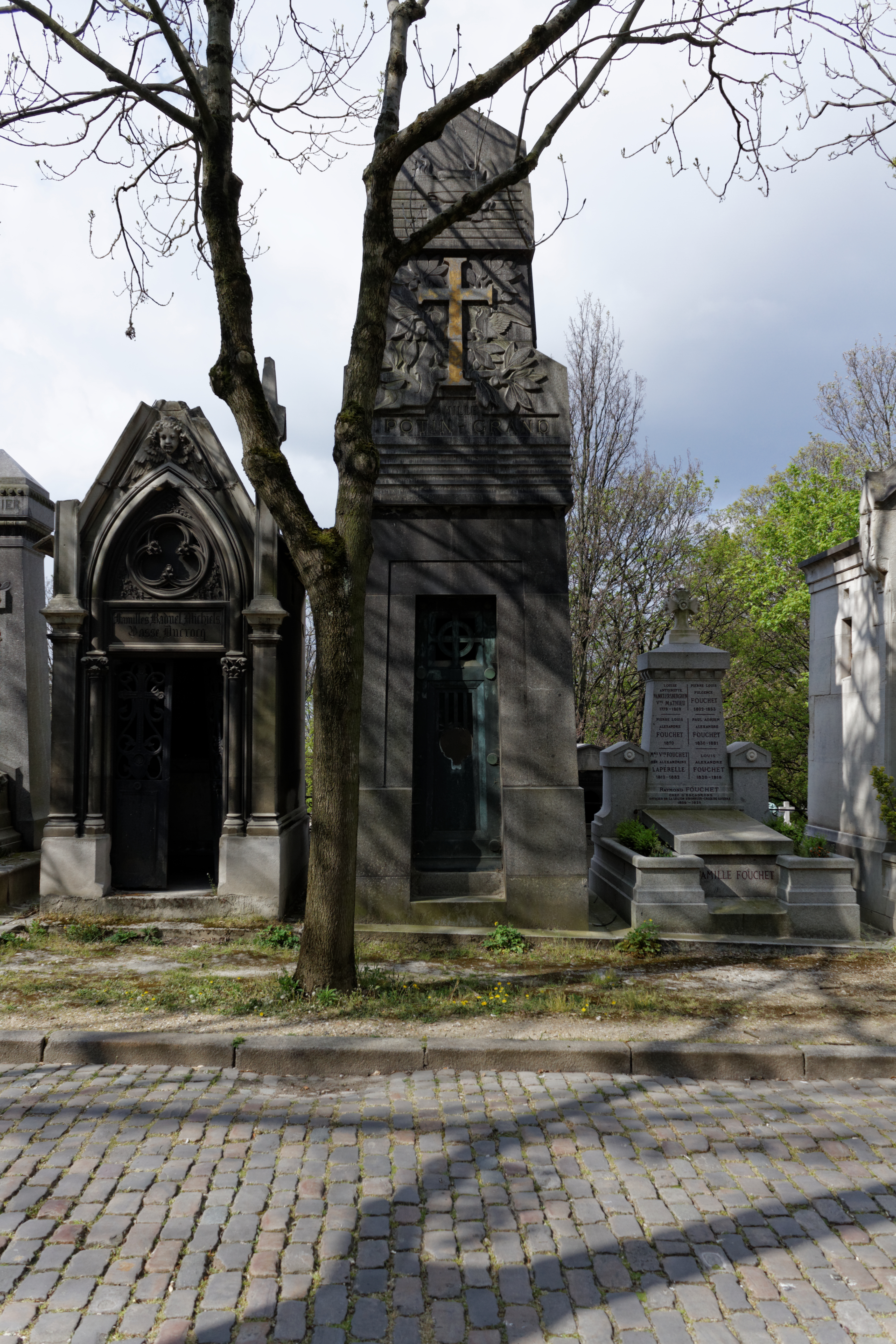
Tombe de Félix Potin au cimetière du Père-Lachaise (division 68).

En 1860, Félix Potin laisse sa boutique à son beau-frère Théophile Miannay (qui a épousé sa demi-sœur Mélanie Potin) et ouvre une épicerie sur le nouveau boulevard de Sébastopol, au numéro 103, à l'angle de la rue Réaumur. Pour approvisionner son magasin et celui de son beau-frère, Félix Potin ouvre en 1861 une fabrique à la Villette, où il transforme les produits qu'il reçoit directement de province ; il est le seul épicier parisien à posséder un tel établissement industriel.
Lors du siège de Paris en 1870, Félix Potin se distingue en refusant la spéculation sur les produits alimentaires ; il maintient des prix bas dans son magasin, où il organise le rationnement et il met de la nourriture à disposition des cantines nationales. Il est cependant calomnié comme accapareur et le Paris-Journal (d) annonce même le 28 novembre 1870 qu'il se serait suicidé à la prison Mazas. Pour démentir, Félix Potin doit publier dans la presse une lettre titrée « Je ne suis pas mort ! ». Sa loyauté et sa probité sont confirmées quelque temps plus tard dans L'Illustration, en février 1871.
Alors à la tête de la plus grande entreprise d'épicerie de Paris, Félix Potin meurt le 19 juillet 1871 à Champigny-sur-Marne, dans sa maison de campagne. Ses funérailles sont célébrées deux jours plus tard à l'église Saint-Nicolas-des-Champs et il est inhumé au cimetière du Père-Lachaise (division 68),. Sa veuve, puis surtout ses trois fils et ses deux gendres, poursuivent le développement de l'entreprise familiale.